# 賽普勒斯鎮區 (阿肯色州菲利普斯縣)
賽普勒斯鎮區（英語：Cypress Township）是位於美國阿肯色州菲利普斯縣的一個行政鎮區。

## 地方資料
賽普勒斯鎮區的面積為41.28平方千米，當中陸地面積為41.28平方千米，而水域面積為0.00平方千米。根據2010年美國人口普查的數據，當地共有人口152人，而人口密度為每平方千米3.68人。